# Orlatal-Gymnasium

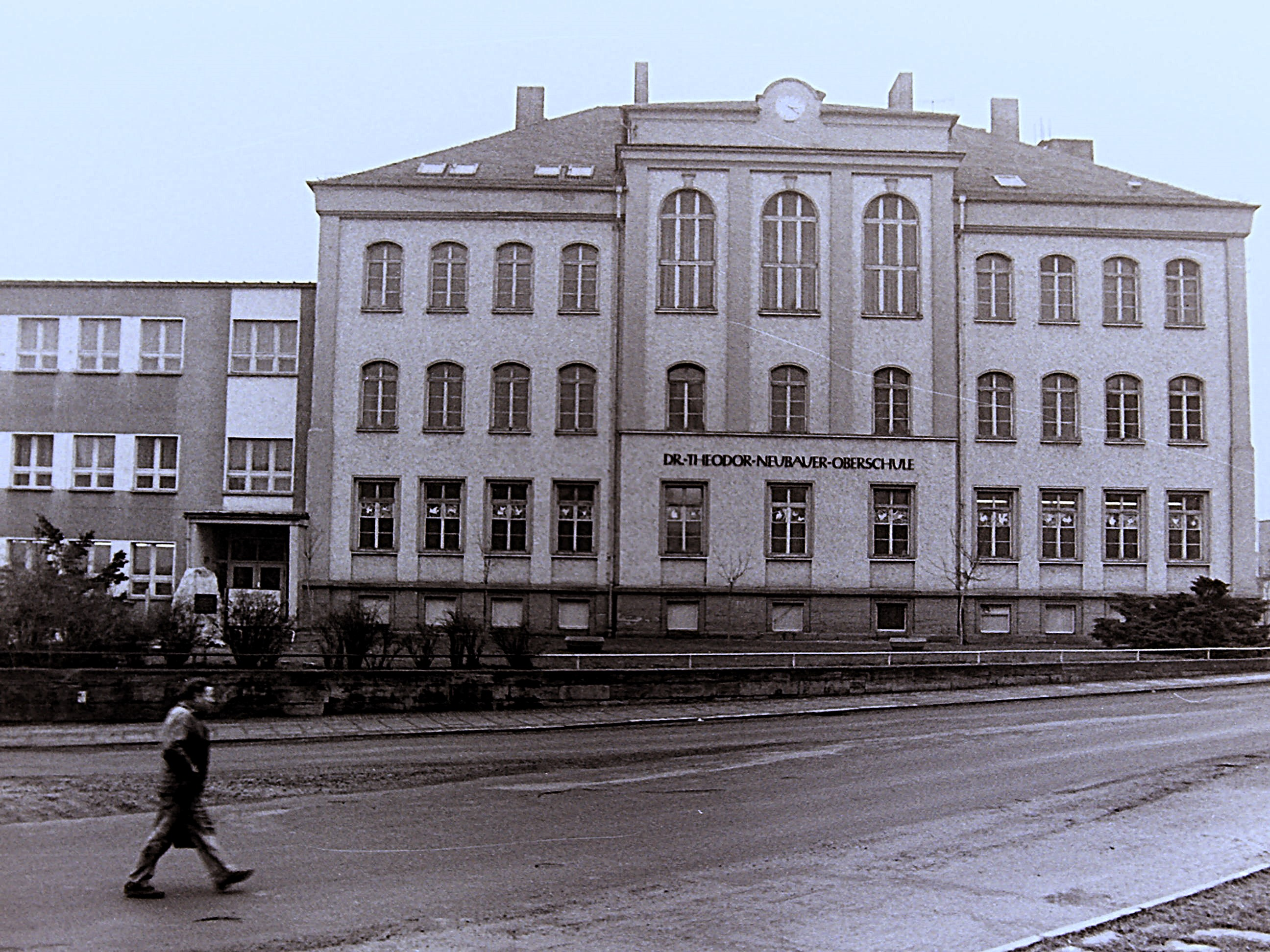
Das Orlatal-Gymnasium im März 1986 (damals Dr.-Theodor-Neubauer-Oberschule)

Das Orlatal-Gymnasium ist eine allgemeinbildende weiterführende Schule in Neustadt an der Orla im thüringischen Saale-Orla-Kreis. Mit ca. 350 Schülerinnen und Schülern ist es das kleinste Gymnasium im Kreis. Das Gymnasium besteht aus 13 Klassen und 4 Stammkursen, wobei die 6. Klasse 3-zügig ist. Ansonsten sind die Klassen jeweils zweizügige Jahrgänge.

## Geschichte
Das erste Schulgebäude an der Stelle des heutigen Orlatal-Gymnasiums wurde in den Jahren 1876 bis 1878 erbaut und war damals eine Bürgerschule. Ein Brand, ausgebrochen im Oktober 1874, zerstörte den damals dort befindlichen „Weimarischen Hof“ zusammen mit sieben weiteren angrenzenden Scheunen. Diese Häuser wurden nicht wiedererrichtet, stattdessen baute man dort die dreigeschossige Bürgerschule auf. Diese Schule diente im Zweiten Weltkrieg ab 1942 als Lazarett. Im April 1945 wurde dieses Gebäude schwer beschädigt, als Brandbomben, abgeworfen von amerikanischen Bombern, das Haus trafen und es bis auf die Grundmauern abbrannte. Um die Verbrennung zu verstärken, wurden zusätzlich Phosphorkanister abgeworfen. Man hatte zuvor das Gebäude durch ein rotes Kreuz deutlich als Lazarett erkennbar gemacht, um solchen Angriffen vorzubeugen.

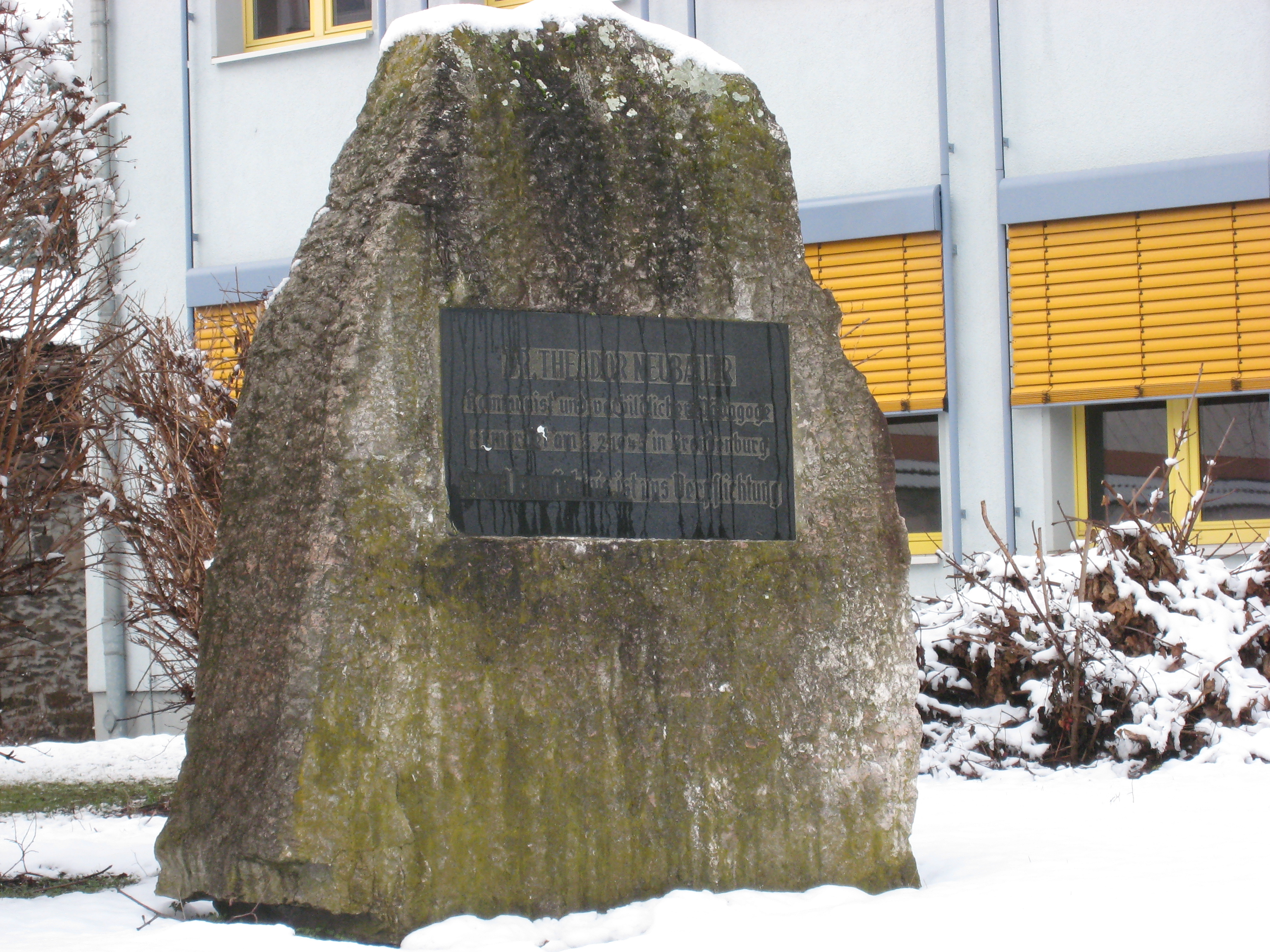
Gedenkstein für Theodor Neubauer, dem ehemaligen Namensgeber der Schule

Nach dem Bombenangriff war das Gebäude lange Zeit nicht nutzbar. Erst am ersten September 1950 wurde der Schulbetrieb im wiederhergestellten Haus aufgenommen. Seit 1967 bis zur politischen Wende hieß die Schule „Polytechnische Oberschule Dr. Theodor Neubauer“ und war eine der drei polytechnischen Oberschulen der Stadt. An Dr. Theodor Neubauer erinnert noch heute ein Gedenkstein auf der Wiese vor dem Gymnasium. In den Jahren 1977 und 1978 wurde der westliche Anbau des Gymnasiums errichtet. In diesem sind heute Büros der Schulleitung sowie das Lehrerzimmer, die sanitären Anlagen sowie einige Fachräume untergebracht.
Ab 1991 wurde diese Schule ein Gymnasium und trägt seit 1997 den Namen „Orlatal-Gymnasium“.
Seitdem wurde das Schulgebäude sowie das Interieur stets modernisiert und erweitert. So entstand zum Beispiel in den letzten Jahren ein neu ausgestattetes Computerkabinett. Außerdem wurden in jedem Fach- sowie Unterrichtsraum ein Bildschirm (zum Anzeigen der Unterrichtsinhalte durch die Lehrkräfte) angebracht.
Heute zählt das Gymnasium insgesamt zwölf Schulklassen und vier Stammkurse.

## Nebengebäude
In direkter Nachbarschaft zur damaligen Bürgerschule wurde 1936 eine Berufsschule erbaut. Dieses Haus diente ab 1942 als Küchen- und Versorgungstrakt für das benachbarte Lazarett. Es war darauf viele Jahre Berufsschule für verschiedene Handwerksberufe. Ab 1991 ist es Haus II des Orlatal-Gymnasiums. Nach mehrjährigem Umbau entstand, angeschlossen an das Gebäude, eine markante Mensa für die Schüler und Lehrkräfte, die zum Schuljahresbeginn 2016 übergeben werden konnte. Einen Teil der Unterrichtsräume im Haus II (sowie ebenfalls im Haupthaus) wird von der benachbarten Regelschule genutzt.
Zwischen diesen beiden Gebäuden liegt der Schulhof des Gymnasiums, der in den 1990er Jahren nach Ideen der Schüler gestaltet wurde. Er sollte die geologische Struktur sowie den typischen Pflanzenbewuchs der Orlasenke repräsentieren. Im Zuge dessen entstand ein Amphitheater. Durch den Bau des Mensatrakts wurde der Schulhof inzwischen erneut umgestaltet.
Von 1999 bis 2008 war auch die heutige „Grundschule Friedrich Schiller“ in der Jungferngasse ein Teil des Orlatal-Gymnasiums. Später war in diesem Gebäude eine Regelschule untergebracht, bis es zur Grundschule wurde.

## Sportanlagen
Das Gymnasium nutzt den hinter dem Schulgelände befindlichen Sportplatz bzw. das Stadion für den Schulsport. Es wird ebenfalls Schulsport in der Sport- und Festhalle Neustadt an der Orla getrieben. Sie befindet sich auf der gegenüberliegenden Straßenseite. Sie ist durch eine Fußgängerampel zu erreichen. Diese befindet sich direkt vor dem Ausgang des Gymnasiums.

## Veranstaltungen
Das Orlatal-Gymnasium veranstaltet jedes Jahr schulinterne Feiern, so zum Beispiel die Veranstaltung am letzten Schultag der zwölften Jahrgangsstufe oder den letzten Schultag vor den Sommerferien. Jedes Jahr wird ein schulinternes Sportfest, die „Orlalympia“, ausgerichtet. Zudem findet jährlich die Weihnachtskantate, das Konzert in der Vorweihnachtszeit, in der Aula des Gymnasiums statt.

## Schulinterne Ehrungen
Die Schule vergibt jährlich zum Ende des Schuljahrs den „Orla-Taler“. Dies ist eine Auszeichnung für besondere Tätigkeiten im Zusammenhang mit der Schule. Sie kann sowohl an Lehrkräfte als auch an Schüler vergeben werden.